# Бонковский, Кшиштоф
Кши́штоф Ма́цей Бонко́вский (пол. Krzysztof Maciej Bąkowski; 4 января 2003, Познань) — польский футболист, вратарь клуба «Лех», выступающий на правах аренды за варшавскую «Полонию».

## Клубная карьера
Кшиштоф Бонковский является воспитанником познаньского футбола. Он начинал играть в молодёжных командах «Варта» и «Лех». Начиная с сезона 2019/20, Бонковский был внесён в заявку первой команды. Но продолжал играть за дубль.
Начиная с 2021 года, вратарь для набора игровой практики был отправлен в аренду. Он выступал в клубе Первой лиги «Стомиль» и «Сталь» из города Жешув. Летом перед началом сезона 2023/24 Бонковский снова отправился в аренду.

## Карьера в сборной
С 2018 года Кшиштоф Бонковский играл за юношеские сборные Польши разных возрастов. 27 сентября 2022 года Бонковский дебютировал в составе молодёжной сборной Польши в товарищеском матче против Латвии .